# Czapla czarnobrzucha
Czapla czarnobrzucha (Ardea cocoi) – gatunek dużego ptaka brodzącego z rodziny czaplowatych (Ardeidae), zamieszkującego Amerykę Południową i wschodnią Panamę. Nie jest zagrożony.

## Systematyka
Gatunek ten po raz pierwszy zgodnie z zasadami nazewnictwa binominalnego opisał Karol Linneusz w 1766 roku w 12. edycji Systema Naturae. Autor nadał mu nazwę Ardea cocoi, która obowiązuje do tej pory. Jako miejsce typowe wskazał Kajennę (obecnie Gujana Francuska). Nie wyróżnia się podgatunków.

## Morfologia

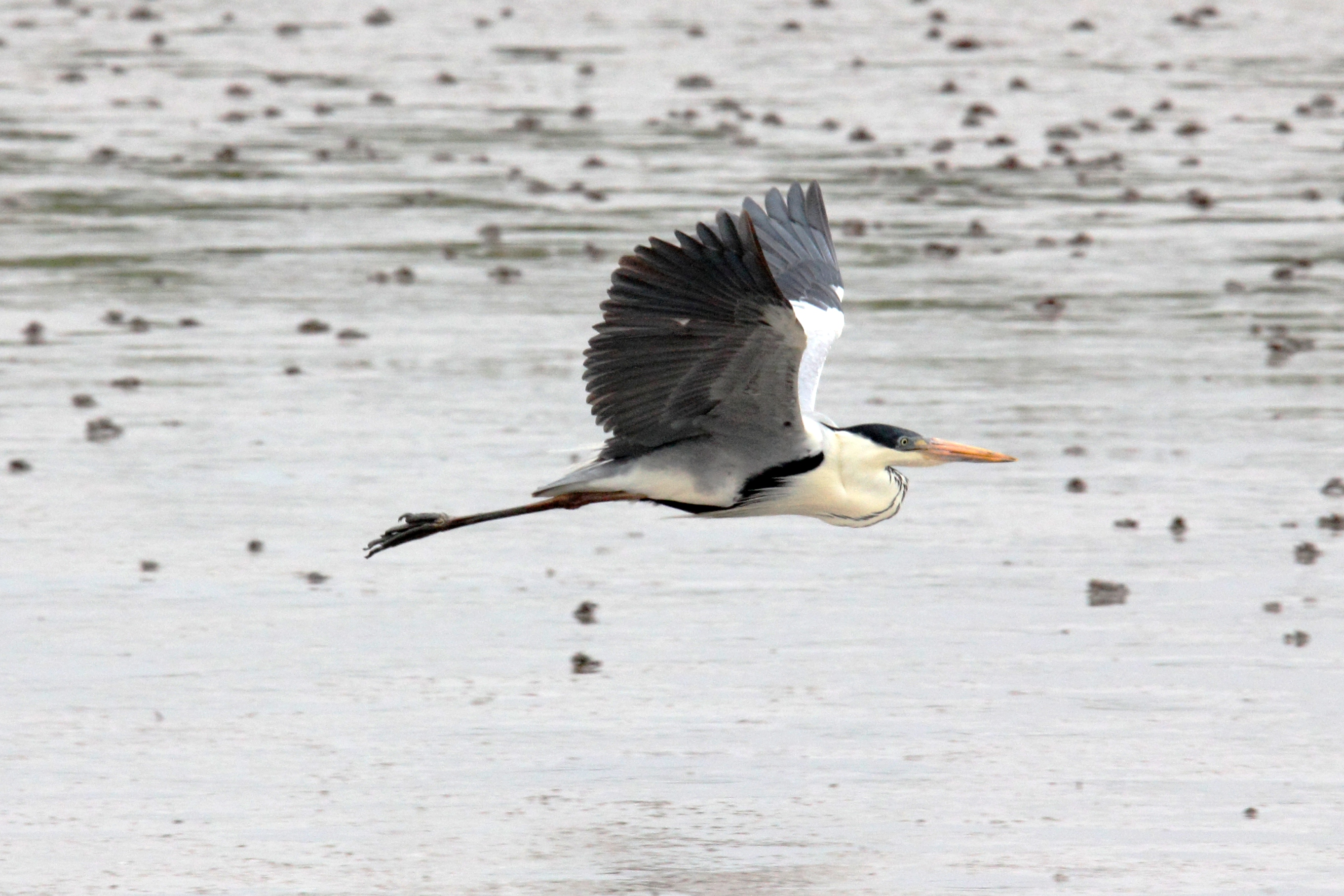
Czapla czarnobrzucha w locie

Długość ciała 95–127 cm; masa ciała 1900–2100 g. Smukła sylwetka. Głowa (oprócz czapeczki, która jest czarna), długa szyja i górna część piersi białe. Na przodzie szyi delikatne, czarne kreski. Boki ciała i brzuch są czarne, skrzydła, ogon i grzbiet – szare. Samice są podobne do samców. Młode z wierzchu brązowe, z dużą ilością bieli na brzuchu.

## Środowisko i zasięg występowania
Najczęściej żyje samotnie. Często przesiaduje na drzewach. Zamieszkuje nizinne mokradła, jeziora, rzeki niemal całej Ameryki Południowej, oprócz Andów i południowego skraju kontynentu, a także wschodnią Panamę. Czasami spotkać ją można na wybrzeżach morskich. W Kolumbii i Boliwii była widywana do wysokości co najmniej 2550 m n.p.m.

## Lęgi
Czaple czarnobrzuche gniazdują w koloniach, niekiedy wraz z innymi gatunkami ptaków. Gniazdo budują oboje rodzice na drzewie, krzewie lub w szuwarach. Jest zbudowane z patyków, gałązek i trzciny i wyłożone trawą. Samica składa 3–4 bladoniebieskie jaja w białe wzory. Wysiadują oboje rodzice przez 24–26 dni. Pisklęta pozostają w gnieździe maksymalnie przez 12–13 tygodni, choć już od 6–7 tygodnia życia oddalają się od gniazda.

## Pożywienie
Pożywienie stanowią głównie ryby, płazy i owady wodne.

## Status
Międzynarodowa Unia Ochrony Przyrody (IUCN) uznaje czaplę czarnobrzuchą za gatunek najmniejszej troski (LC – Least Concern). Liczebność populacji nie jest dokładnie znana; w 2019 roku organizacja Partners in Flight zgrubnie szacowała, że mieści się ona w przedziale 5–50 milionów dorosłych osobników. Trend liczebności populacji uznawany jest za stabilny.